# Гайбалы
Гайбалы (азерб. Qaybalı), также Кейбалы — село в Шушинском районе Азербайджана, является центром Гайбалинского сельского административно-территориального округа. 

## География
Село Гайбылы является центром Гайбалинского сельского административно-территориального округа Шушинского района, при этом в состав этого сельского административно-территориального округа входят также и сёла Худавердиляр и Нагылар.

## История
Согласно данным Кавказского календаря за 1856 год, Кайбали-Кенды (арм. Ղայբալիքէնդ) имело армянское население и входило в Хачинский магал Челябюртского участка Шемахинской губернии.
С 1867 года село находилось в составе Шушинского уезда Елизаветпольской губернии.
По переписи 1897 года в селе жили 381 армян и 133 азербайджанцев (указаны как «татары»).
4—5 июня 1919 года в Шуше и её окрестностях произошли вооружённые столкновения между армянами, курдами и азербайджанцами. Курдами и азербайджанцами под предводительством брата генерал-губернатора Султанова было вырезано армянское селение Гайбалу. По данным представителя британской военной миссии, из 700 жителей селения Кайбаликенд в живых осталось лишь 11 мужчин и 87 женщин и детей. После этих событий Хосров-бек Султанов установил блокаду армянской части города Шуша.
Выжившие жители Гайбалу к 1921 году переселились в Ханкенди.
В советский период это было азербайджанское село и входило в состав Шушинского района который в свою очередь входил в состав Нагорно-Карабахской автономной области (НКАО) Азербайджанской ССР.
2 сентября 1991 года на совместной сессии Нагорно-Карабахского областного и Шаумяновского районного Советов народных депутатов была принята Декларация о провозглашении Нагорно-Карабахской Республики в границах Нагорно-Карабахской автономной области (НКАО) и сопредельного Шаумяновского района Азербайджанской ССР.
26 ноября 1991 года Верховный Совет Азербайджанский Республики принял Закон "Об упразднении Нагорно-Карабахской автономной области Азербайджанской Республики", согласно которому среди прочего Шушинский район был включён в число районов республиканского подчинения.
В результате Карабахского кофликта, населённый пункт в начале 1990-х годов был занят армянскими вооружёнными формированиями и стал контролироваться непризнанной Нагорно-Карабахской Республики (НКР), и согласно административно-территориальному делению непризнанной республики населённый пункт предположительно находился на территории Шушинского района НКР.
Согласно Трёхстороннему Заявлению в ночь с 9 по 10 ноября 2020 года, подписанному по итогам Второй карабахской войны, село перешло под контроль Российских миротворческих сил.
В результате боевых действий произведённых Вооружёнными Силами Азербайджана в Карабахе 19-20 сентября 2023 года, село было возвращено под контроль Азербайджана.